# Lipnica Mała
Lipnica Mała is een plaats in het Poolse district Nowotarski, woiwodschap Klein-Polen. De plaats maakt deel uit van de gemeente Jabłonka en telt 2900 inwoners.